# فرودگاه نیروی هوایی سلطنتی چرچ فنتون
فرودگاه نیروی هوایی سلطنتی چرچ فنتون (به انگلیسی: RAF Church Fenton) یک فرودگاه نظامی است که یک باند فرود آسفالت دارد و طول باند آن ۱۸۷۷ متر است. این فرودگاه در کشور انگلستان قرار دارد و در ارتفاع ۹ متری از سطح دریا واقع شده است.